# Armando Dellantonio
Armando Dellantonio (ur. 19 stycznia 1925 w Bolzano, zm. w lutym 2022) – włoski szermierz, złoty medalista mistrzostw świata.
Podczas mistrzostw świata w Luksemburgu w 1954 roku Włosi w składzie: Giorgio Anglesio, Franco Bertinetti, Giuseppe Delfino, Armando Dellantonio, Carlo Pavesi i Edoardo Mangiarotti zdobyli złoty medal w szpadzie drużynowej. Był to jego jedyny medal wywalczony w zawodach tego cyklu.
Nigdy nie wziął udziału w igrzyskach olimpijskich.